# Brion (Indre)
Brion ist eine französische Gemeinde mit 595 Einwohnern (Stand: 1. Januar 2022) im Département Indre in der Region Centre-Val de Loire. Brion gehört zum Arrondissement Châteauroux und zum Kanton Levroux. Die Einwohner werden Brionnais und Brionnaises genannt.

## Geographie
Brion liegt etwa 16 Kilometer nördlich von Châteauroux. Umgeben wird Brion von den Nachbargemeinden Bretagne im Norden und Nordwesten, Liniez im Norden und Nordosten, La Champenoise im Osten, Coings im Süden, Vineuil im Südwesten sowie Levroux im Westen.

## Bevölkerungsentwicklung
| Jahr                      | 1962 | 1968 | 1975 | 1982 | 1990 | 1999 | 2006 | 2013 | 2020 |
| Einwohner                 | 686  | 680  | 585  | 598  | 496  | 440  | 481  | 515  | 604  |
| Quelle: Cassini und INSEE |      |      |      |      |      |      |      |      |      |

## Sehenswürdigkeiten

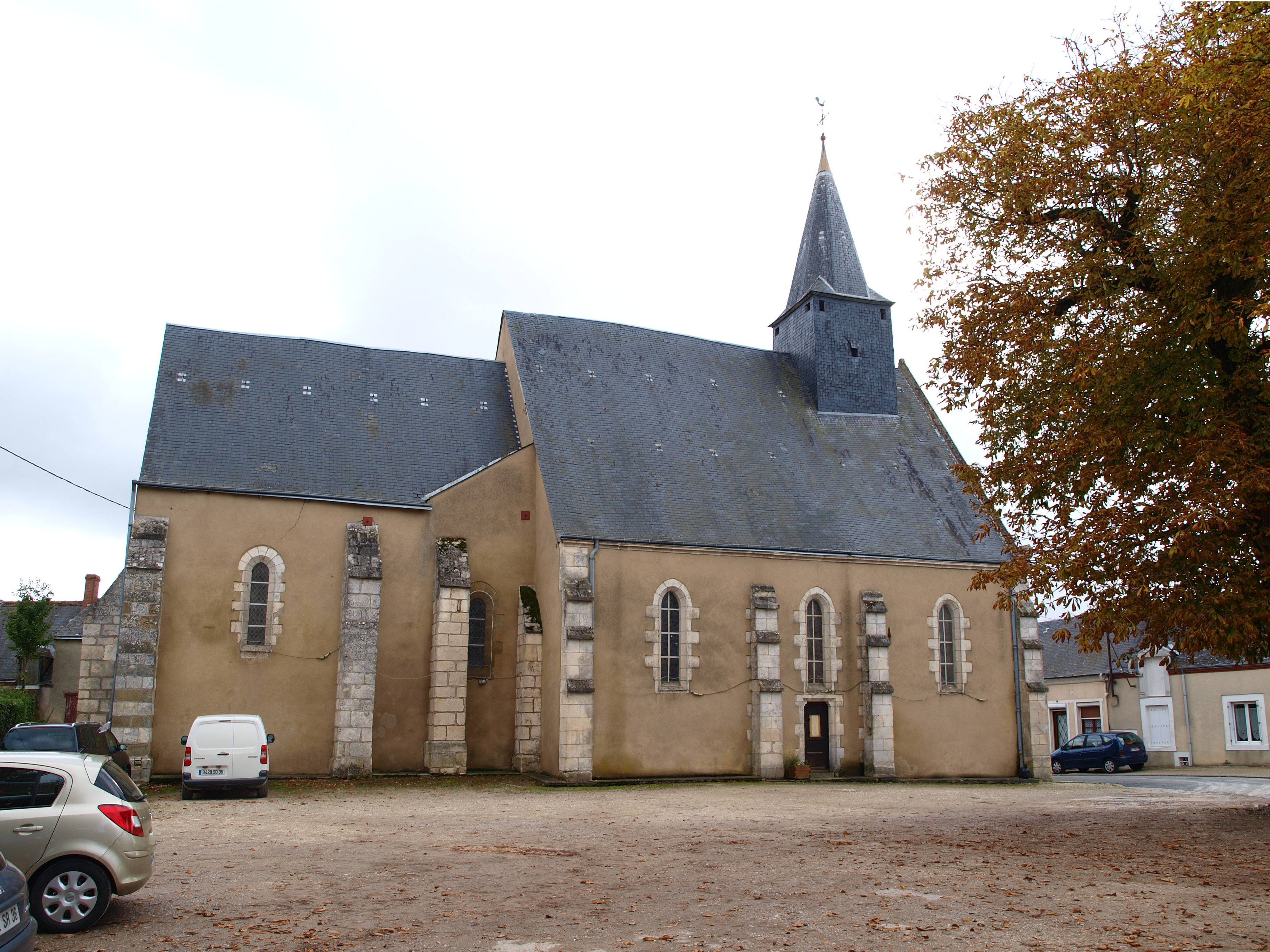
Kirche Saint-Pierre-aux-Liens

- Kirche Saint-Pierre-aux-Liens
- Schloss Les Chapelles